# Pont de Wandre
Le pont de Wandre, d'une longueur de  527 mètres, enjambe la Meuse et le Canal Albert à hauteur de Herstal, il remplace deux anciens ponts c’est-à-dire le Pont de l'Esperanto et le Pont de Wandre. En rive gauche du canal, il fut en partie construit sur le site de l'ancien Charbonnage de Bonne Espérance.
Il permet actuellement de relier Herstal à Wandre au nord-est de l'agglomération liégeoise.
Conçu par le bureau d'étude Greisch, sous la responsabilité du Ministère Wallon de l'Équipement et des Transports, pour un coût de 508 millions d'anciens francs belges (environ 12,6 millions d'euros), ce pont à haubans fut inauguré en 1989.
Le pont de Wandre fait partie de la liste des biens classés de la Province de Liège depuis mai 1993.